# Faubourg Saint-Médard
Pour les articles homonymes, voir Saint-Médard.
Le faubourg Saint-Médard ou « quartier Mouffetard » est un quartier de Paris dans le 5e à cheval sur les quartiers administratifs du Jardin-des-Plantes et du Val-de-Grâce. Séparé par la Bièvre du faubourg Saint-Marcel autonome de la ville de Paris jusqu'en 1724, il partage avec celui-ci l'évolution de villégiature aristocratique au XIVe siècle à quartier pauvre, « faubourg souffrant », à partir du milieu du XVIe siècle devenu au XXIe siècle un des secteurs les plus recherchés de Paris.
Relativement épargné des destructions de l'urbanisme haussmannien, il est plus animé et a un attrait touristique supérieur.

## Historique

### Origines
Sous l'Antiquité, la zone occupée par le faubourg Saint-Médard est située au-delà de la zone urbanisée de Lutèce.
Cependant, le site est un point de passage important au franchissement de la Bièvre sur la voie romaine de Lutèce à Lyon et l'Italie. Au nord de ce passage, le parcours vers la montagne Sainte-Geneviève correspondant à l'actuelle rue Lhomond est délaissé à partir du IVe siècle au profit de celui vers le Petit-pont sur le tracé des actuelles rues de la Montagne-Sainte-Geneviève, Descartes et Mouffetard.
Clovis, fondateur en 512 d'une église et d'un monastère en l'honneur des apôtres Pierre et Paul qui devint l'Abbaye Sainte-Geneviève, lui aurait attribué, d'après la tradition, la propriété de terres au sud-est de la Montagne Sainte-Geneviève jusqu'à la Bièvre (actuellement rues Poliveau, du Fer à Moulin, de Valence, Pascal et des Cordelières), au nord du bourg Saint-Marcel développé sur l'autre rive autour d'une nécropole existant depuis le IVe siècle
Le territoire sur lequel l'abbaye exerçait ses droits seigneuriaux de perception du cens, de haute, moyenne et basse justice comprenait une petite agglomération éloignée de 700 mètres du sommet de la montagne Sainte-Geneviève, autour d'une église existant depuis le IXe siècle sur le site de l'actuelle église Saint-Médard. Des sarcophages d'époque mérovingienne VIIe siècle-VIIIe siècle découverts 43 rue Daubenton près de l'église attestent l'ancienneté d'une occupation humaine distincte de celle du bourg Saint-Marcel.
Cette agglomération est séparée de la ville entourée d'une enceinte vers 1210 (à l'emplacement des rues des Fossés-Saint-Bernard, de l'Estrapade, Thouin) par un espace de cultures et de vignes (clos des vignes, clos Sainte-Geneviève, clos des Poteries). La partie à l'extérieur de la muraille, jusqu'à une distance de 300 mètres environ, faisait partie de la paroisse Sainte-Geneviève-la-Grande, ensuite paroisse Saint-Étienne-du-Mont, dépendant de l'abbaye. Ce quartier (à l'emplacement de la partie nord des actuelles rues d'Ulm, Lhomond et Tournefort) ne se construira que vers 1600.
Une chapelle assurant le service religieux de la paroisse Saint-Médard dépendant de l'abbaye est désignée dans un texte de 1141 et dans une bulle du pape Alexandre III de 1178 qui confirme également l'étendue des possessions de l'abbaye.
Le service est assuré par un prieur-curé chanoine de l'abbaye nommé par l'Abbé et révocable.
Les limites de la paroisse étaient, au nord , celles de la paroisse Saint-Geneviève-La Grande (ensuite Saint-Étienne du Mont) dépendant également de l'abbaye, s'étendant au-delà des remparts approximativement jusqu'aux actuelles rues Rataud, du Pot-de-Fer, Lacépède, au sud, le cours de la Bièvre. À l'est, son territoire atteignait la Seine au sud de l'actuel jardin des plantes dont la partie nord ainsi que l'université de Jussieu faisaient partie du domaine de l'Abbaye Saint-Victor. Au sud, le couvent des Cordelières sur la rive gauche de la Bièvre, à l'emplacement de l'actuel hôpital Broca était sur son territoire.
Jusqu'au XIIIe siècle la paroisse était peuplée de cultivateurs, de vignerons, pour la plupart serfs qui furent affranchis en 1248 par Thibault abbé de Sainte-Geneviève ce qui fut approuvé par Saint-Louis. Les bénéficiaires s'engageaient à verser solidairement 200 livres à l'Abbaye par tranches annuelles de 50 livres. Cet affranchissement contribua certainement au développement du bourg.
Les bouchers des quartiers de la rive gauche, particulièrement ceux de la place Maubert, tiennent leur écorcherie au bord de la Bièvre, l'abattage étant interdit à l'intérieur des remparts de la ville (d'où le nom de pont aux tripes au franchissement de la Bièvre par la rue Mouffetard). La disposition de carcasses d'animaux est à l'origine de l'implantation des tanneurs et des métiers de la laine liés au lavage et au dégraissage des étoffes.
Ces métiers du cuir et de la laine sont organisés depuis le XIIIe siècle en corporations régies par des statuts

### Le «Riche bourg»
Cet espace jusqu'alors rural se couvre au XIVe siècle d'hôtels aristocratiques au bord de la Bièvre : domaine du duc d'Orléans le long de l'actuelle rue Daubenton ancienne rue d'Orléans, demeures du comte de Boulogne, du comte de Forez, de l'évêque de Laon Roger d'Armagnac, de Bourgogne, du chancelier de France Miles de Dormans qui céda son domaine à Louis duc d'Orléans, hôtel propriété de Foulques de Chanac patriarche d'Alexandrie près de l'actuelle rue des Patriarches et d'autres propriétés le long de la rue Mouffetard et de la rue de Lourcines, actuelle rue Broca. Isabelle de Valois sœur de Philippe VI et veuve de Pierre Ier de Bourbon y passe les dernières années de sa vie et y meurt en 1383. Catherine de France (1378-1388) sœur du roi Charles VI y fut élevée après le décès de sa mère Jeanne de Bourbon. Le Duc de Boulogne donnera son nom à l'actuelle rue du Fer à Moulin qui fut également nommée « rue du Riche bourg », la rue de Valence conserve le souvenir de l'hôtel d'Aymar de Valence.
Marguerite de Provence veuve de Saint-Louis fonde en 1289 le couvent des Cordelières (à l'emplacement de l'actuel hôpital Broca) et se fait construire une maison royale à proximité dans laquelle résidera sa fille Blanche de France veuve de Ferdinand Infant de Castille, à l'origine de l'hostel de la Reyne Blanche au XIVe siècle. L'aristocratie et la bourgeoisie fortunée apprécient les espaces dans la vallée de la Bièvre à l'extérieur de l'enceinte de Philippe Auguste, cependant à proximité de la ville. La seule nuisance est celle des bouchers que les nouveaux habitants essaient vainement de faire expulser par un arrêt du Parlement de 1377.
Le bourg Saint-Médard nommé « le Riche bourg » aurait été protégé au XIVe siècle par une enceinte longeant les actuelles rue Geoffroy-Saint-Hilaire, Daubenton, de l'Arbalète, Berthollet englobant au sud le couvent des Cordelières jusqu'à la Bièvre,.
Au milieu du XVIe siècle, les propriétaires de domaines et d'hôtels quittent le bourg Saint-Médard et vendent leurs terrains. 14 maisons sont construites en 1536 sur les jardins de l'hôtel de Chanac (clos des Patriarches), en 1541 la rue Saint-Jacques ou rue Sans Chief (rue en impasse) dont le nom est déformé en rue Censier est prolongée sur le « séjour d'Orléans » (domaine entre les rues du Fer à Moulin et Daubenton), le lotissement du clos du Chardonnet en 1540 crée la rue du Puits-de-l'Ermite, des maisons sont construites sur le clos des Poteries (actuelle rue Lhomond), la rue Saint-Médard est tracée sur l'ancien domaine de Jacques de Pacy, seigneur d'Ablon .
Les hôtels le long de la rue Mouffetard sont remplacés par des maisons jointives.

Plans de l'ancien faubourg Saint-Médard
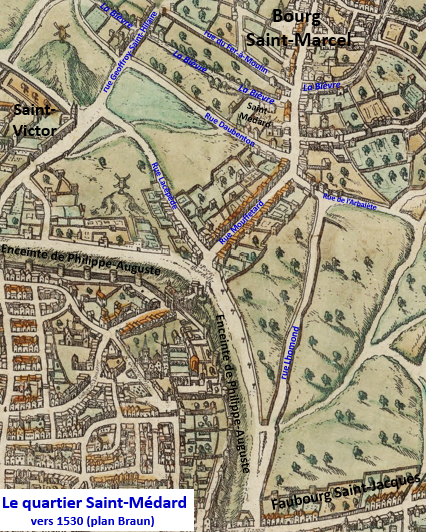
St-Médard vers 1530.
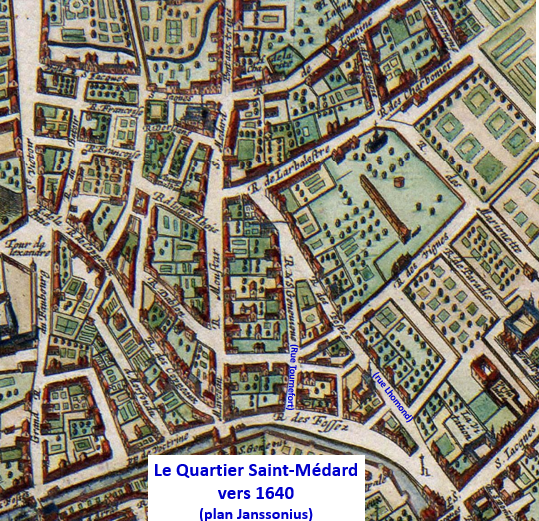
Quartier St-Médard vers 1640.
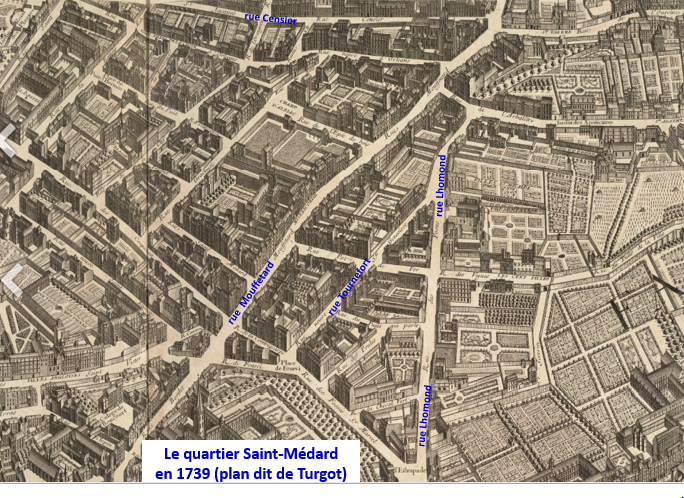
St-Médard en 1739.
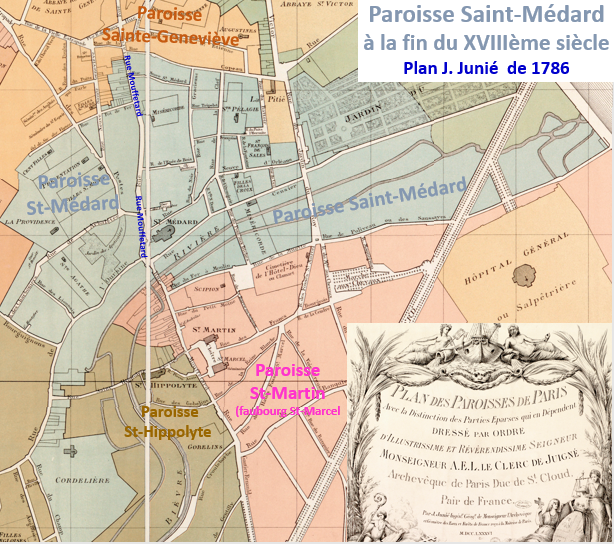
Paroisse St-Médard en 1786.

### Un faubourg populaire

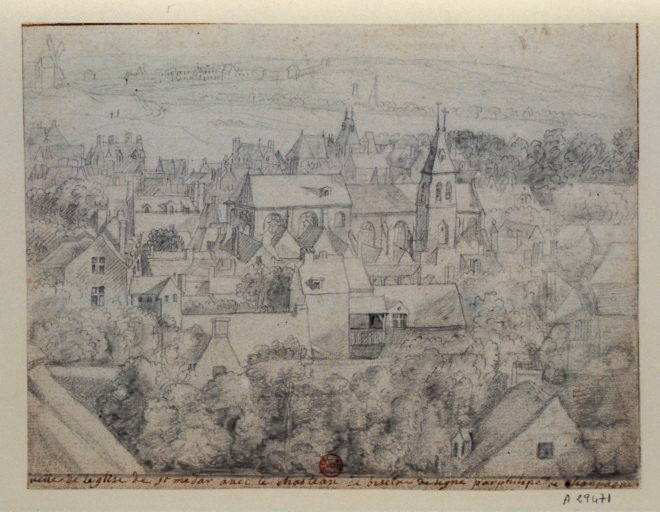
Faubourg Saint-Médard vers 1650. Dessin de Champaigne

À partir du milieu XVIe siècle, le bourg Saint-Médard devient un quartier populaire dominé par les activités artisanales. Il se confond progressivement avec le faubourg Saint-Marceau sur l'autre rive de la Bièvre qui est une rivière de plus en plus polluée.
Au cours des années 1860, le percement de la rue Monge et de la rue Claude-Bernard, la création de la rue de Bazeilles et de l'avenue des Gobelins par élargissement de la rue Mouffetard par Haussmann bouleversent le quartier qui est cependant relativement épargné en comparaison avec la disparition du bourg Saint-Marcel sous les boulevards Arago, de Port-Royal, Saint-Marcel et l'avenue des Gobelins.
La rue Mouffetard est restée le cœur vivant du faubourg Saint-Médard, le triangle des rues Lhomond, Tournefort et de l'Estrapade, un îlot de calme.
La couverture de la Bièvre insalubre à la fin du XIXe siècle et jusqu'en 1912 fit disparaître les industries implantées sur ses rives, principalement les tanneries.
Le quartier Saint-Médard reste cependant jusqu'au début des années 1960 un des plus pauvres de Paris décrit comme suit par Léon Daudet en 1910.

« La rue Mouffetard est, au point de vue de la crasse, de la sordidité, de la puanteur et aussi de l'ancienneté, du relief, et de la couleur une des plus remarquables de Paris. Là voisinent, coagulent dans une sorte de magma, des chiffonniers, des revendeurs, des filles, des maquereaux, des tire-laine, des êtres sans âge, sans sexe, non sans fumet, couverts de haillons d'une couleur ramenée au verte et au jaune… De cette pourriture émerge tout à coup une jolie fille, cheveux courts et accroche-cœurs, à la mine provocante, une Marie-Madeleine du ruisseau. »

Le percement des rues Jean-Calvin, Érasme et rue Brossolette au cours des années 1950 est une opération d'urbanisme plus modeste mais le quartier a échappé au projet de radiale de la gare Montparnasse à la gare d'Austerlitz à cet emplacement et rue de l'Épée-de-Bois, qui fut abandonné face aux protestations d'un comité de défense.

## Le quartier Saint-Médard auXXIesiècle

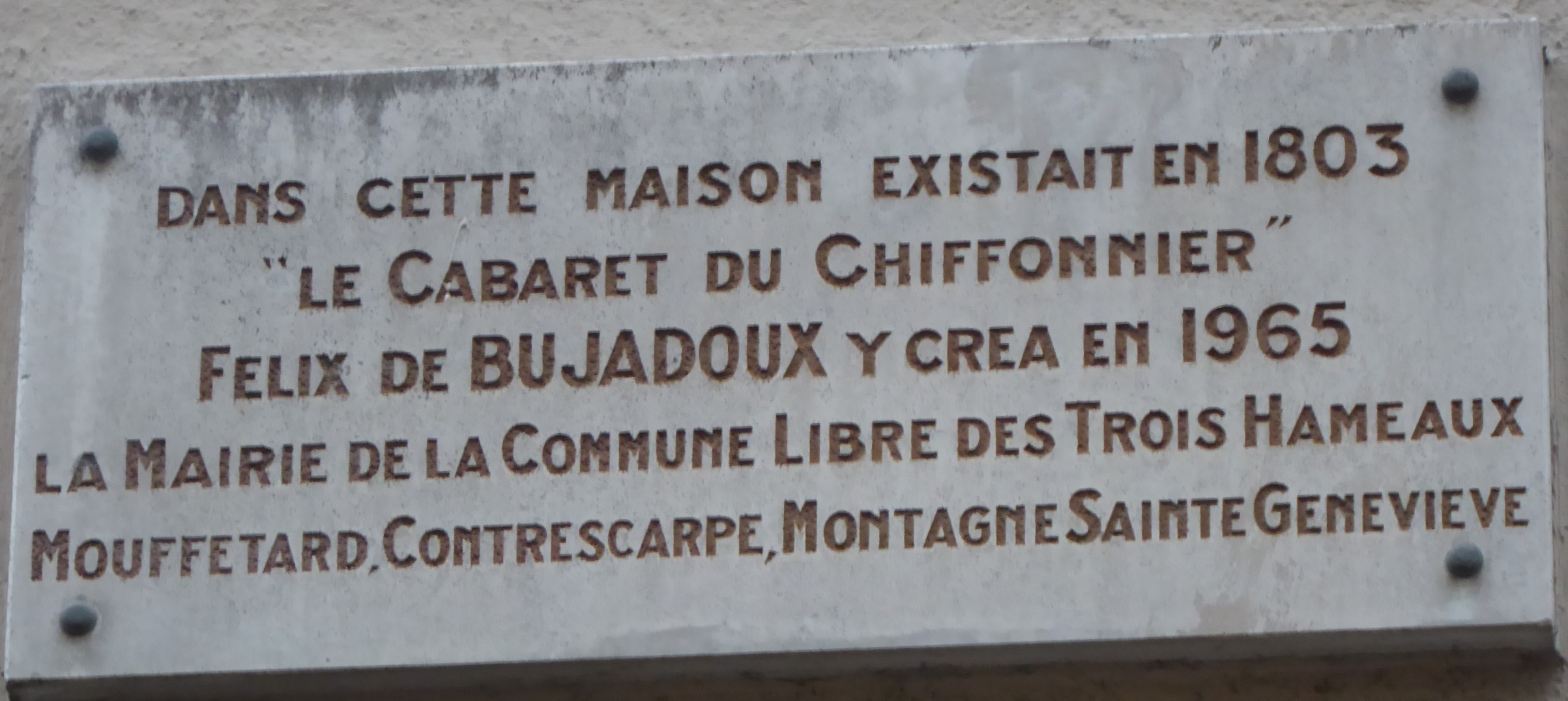
Commune libre des trois hameaux 23 rue Mouffetard.

Le quartier Saint-Médard tel qu'il est généralement perçu en 2018 s'étend, de part et d'autre de l'axe reliant la rue Thouin en haut de la Montagne-Sainte-Geneviève au carrefour des rues Monge, Claude-Bernard et Bazeilles (essentiellement la rue Mouffetard), jusqu'à la rue de la Clef à l'est et jusqu'à la rue Lhomond à l'ouest. Cet espace sur la partie est du quartier administratif du Val-de-Grâce et la partie ouest du quartier du Jardin des Plantes n'a pas de limites strictement définies, contrairement à celles de la paroisse de l'Ancien Régime plus étendue.
À partir des années 1960, les anciens habitants ont pour la plupart quitté le quartier devenu l'un des plus recherchés, avec des prix de l'immobilier parmi les plus élevés de Paris.
Le secteur de la rue Mouffetard est resté très animé, avec des commerces de bouche et un marché dans la partie basse près de l'église, beaucoup de restaurants exotiques et une ambiance de village touristique en remontant vers la place de la Contrescarpe.
La rue Lhomond et ses environs décrits comme provinciaux et éloignés du centre par des écrivains tels que Victor Hugo dans les Misérables, Balzac dans le Père Goriot, Simenon dans Maigret en meublé sont un secteur résidentiel tranquille bordé d'une majorité d'immeubles du XVIIIe siècle et du début du XIXe siècle.
La rue Monge est une voie de circulation importante bordée, ainsi que les rues avoisinantes, d'immeubles en majorité de type haussmannien de la fin du XIXe siècle et du début XXe siècle comportant pour la plupart des commerces au rez-de-chaussée, mais le secteur bien desservi par les stations de métro de la ligne 7 est moins animé que la rue Mouffetard.

## Édifices et monuments
- L'église Saint-Médard

Située tout au début de la rue Mouffetard, c'est la seule église médiévale survivante dans les quartiers Saint-Médard et Saint-Marcel après la destruction de la collégiale Saint-Marcel et des églises Saint-Hippolyte et Saint-Martin. L'église actuelle a été construite du XVe au XVIIIe siècle. C'est l'un des plus beaux exemples de gothique flamboyant à Paris. L'église fut un lieu actif de la charité au XIXe siècle dans ce quartier particulièrement démuni.
Ce site est desservi par la station de métro Censier - Daubenton.
- L'hôpital Broca sur le site de l'ancien couvent des Cordelières

Ce site est desservi par la station de métro Glacière.